# Parecoxib
Il parecoxib era un farmaco anti-infiammatorio non steroideo (FANS) appartenente alla famiglia degli inibitori selettivi della COX-2. In particolare era un profarmaco iniettabile e solubile in acqua che si metabolizzava in vivo a valdecoxib. Veniva usato in ambito perioperatorio quando i pazienti non erano in grado di assumere farmaci per os per il trattamento del dolore.
Era disponibile sul mercato europeo ma non negli Stati Uniti in quanto la Food and Drug Administration, nel 2005, ne ordinò il ritiro dal commercio per l'elevata tossicità. In Italia era venduto dalla società farmaceutica Pharmacia Europe EEIG con il nome commerciale di Dynastat 20, nella forma farmaceutica di polvere per soluzione iniettabile per via endovenosa oppure intramuscolare.

## Farmacodinamica
Parecoxib era un profarmaco di valdecoxib. Il meccanismo d'azione di parecoxib era quindi interamente riconducibile a quello di valdecoxib ed era correlato all'inibizione della sintesi delle prostaglandine mediata dall'enzima cicloossigenasi-2 (COX-2). La COX-1 era considerata un enzima costitutivo dei tessuti, che sintetizzava prodotti responsabili delle normali funzioni fisiologiche di alcuni organi, ad esempio dello stomaco, dell'intestino, del rene e delle piastrine. I suoi effetti fisiologici includono la protezione gastrica e la facilitazione della filtrazione renale e dell'aggregazione piastrinica. L'isoforma COX-2 dell'enzima ciclossigenasi vede aumentare la propria concentrazione in risposta a stimoli pro-infiammatori. La COX-2 è ritenuta la principalmente responsabile della sintesi dei prostanoidi (prostaglandine, trombossani e prostacicline) i quali causano dolore, essudazione, infiammazione e febbre.

## Farmacocinetica
Dopo somministrazione per via parenterale (endovenosa o intramuscolare), parecoxib veniva rapidamente trasformato in valdecoxib, la molecola farmacologicamente attiva, grazie ad un processo di idrolisi enzimatica a livello epatico.
La concentrazione plasmatica massima di valdecoxib veniva raggiunta in circa mezz'ora (dopo somministrazione endovenosa) e 1 ora dopo somministrazione per via intramuscolare. Lo steady state era raggiunto entro 4 giorni dopo trattamento che prevedeva una somministrazione ogni 12 ore.
Il legame con le proteine plasmatiche si aggirava intorno al 98% .
L'eliminazione di valdecoxib dall'organismo era conseguente ad un importante metabolismo epatico che vede coinvolto il citocromo P450 e gli isoenzimi CYP3A4 e CYP2C9.
Circa il 70% di una singola dose somministrata era escreto nelle urine in forma di metaboliti inattivi.

## Usi clinici

### Nell'uomo
Parecoxib era utilizzato nel trattamento a breve termine del dolore acuto secondario ad interventi chirurgici, sia di chirurgia generale, che ginecologica, ortopedica maxillo-facciale, cardiochirurgica.

### In campo veterinario
Parecoxib era impiegato anche nel trattamento del dolore in diverse specie animali.

## Effetti collaterali ed indesiderati
In soggetti in trattamento con parecoxib si potevano verificare alterazioni dei valori pressori (sia ipertensione che ipotensione arteriosa), dispepsia, flatulenza, prurito, agitazione psicomotoria, insonnia.
Meno frequentemente si segnalavano gastrite, ulcerazione gastrointestinale, bradicardia, embolia polmonare, anemia, trombocitopenia, disfunzioni renali e disturbi cerebrovascolari (stroke).

## Controindicazioni
Il farmaco era controindicato nei soggetti con ipersensibilità nota al principio attivo oppure ad uno qualsiasi degli eccipienti presenti nella formulazione farmaceutica. Parecoxib non doveva essere assunto da pazienti con ulcera peptica attiva,  sanguinamento gastrointestinale attivo, reazioni allergiche secondarie ad assunzione di aspirina o altri FANS (ad esempio rinite acuta, polipi nasali, broncospasmo, orticaria, edema angioneurotico)  (farmaci antinfiammatori non steroidei).

## Dosi terapeutiche
Nel paziente adulto la dose consigliata era pari a 40 mg, da somministrarsi per via parenterale (endovenosa o intramuscolare).

Dopo la prima dose ad intervalli di 6-12 ore potevano seguire ulteriori somministrazioni di 20 mg o di 40 mg, a seconda dell'intensità del dolore riferito dal paziente, evitando di oltrepassare la dose massima giornaliera, equivalente ad 80 mg.

Nei soggetti anziani (di età superiore ai 65 anni) in linea di massima non era necessario un adeguamento del dosaggio. Tuttavia nei soggetti defedati o di scarso peso corporeo (inferiore ai 50 kg) era consigliabile iniziare la terapia a dosaggi pari a alla metà di quelli usuali, riducendo, nel contempo, la dose massima giornaliera a 40 mg.